# Luis Armando Reynoso Femat
Luis Armando Reynoso Femat (Aguascalientes, Aguascalientes; 15 de agosto de 1957) es un ingeniero civil y político mexicano. Se desempeñó como el gobernador del estado de Aguascalientes de 2004 a 2010.

## Biografía
Nació el 15 de agosto de 1957, en el estado de Aguascalientes. Se graduó en Ingeniería Civil en el Instituto Tecnológico de Estudios Superiores de Monterrey. Está casado con Carmelín López de Reynoso.
Fundó el Grupo Inmobiliario Reynoso Femat, que englobaba empresas dedicadas a la promoción, construcción y venta de vivienda.
En 1985 fue vicepresidente de la Cámara Mexicana de la Industria de la Construcción y en 1989-1990 presidente del Club Rotario Aguascalientes Campestres y presidente de la Asociación de Promotores Industriales de la Vivienda del Estado de Aguascalientes.
Como panista en 1994 inició como simpatizante del Partido Acción Nacional y 1998 fue designado candidato a la presidencia municipal de Aguascalientes el 2 de agosto.
En 1999 rindió protesta como presidente municipal.
En abril de 2002 fue presidente de la Asociación Civil Sociedad Unida en Movimiento Activo con Luis Armando SumaLA.
En el 2001, el Cabildo encabezado por Reynoso Femat aprobó el contrato de usufructo que permitió la llegada del Club Necaxa a Aguascalientes, utilizado para promover su proyecto político, y en el estadio que era municipal, lo modifica  para que sea el Estadio Victoria, con capacidad para 20 mil aficionados.
Fue nombrado presidente Honorario del Patronato de Fomento de Fútbol, A.C.
El 18 de abril de 2004 fue elegido como candidato a gobernador por el Partido Acción Nacional, siendo electo  Gobernador Constitucional del Estado de Aguascalientes  tomó protesta a este cargo el 1 de diciembre de 2004 y concluyendo el 30 de noviembre de 2010 en medio de fuertes acusaciones de corrupción y desvíos.

## Gobernador del Estado 2004-2010
Designado candidato del PAN a Gobernador al haber obtenido mayoría de votos en las elecciones internas de Acción Nacional, derrotó al Ing. Alfredo Reyes Velázquez; obtuvo la mayoría en las Elecciones de 2004, donde asumió el cargo como Gobernador Constitucional del Estado de Aguascalientes el 1 de diciembre del mismo año para el periodo 2004-2010.

## Problemas legales post-gobernatura
Actualmente se sigue un proceso legal en su contra por la compra simulada de un tomógrafo, por los delitos de ejercicio indebido del servicio público y peculado en perjuicio del gobierno del estado de Aguascalientes, habiendo agotado al momento todos los recursos que tenía para protegerse de la justicia.
El 10 de julio de 2015 fue detenido y encarcelado por Defraudación Fiscal.[cita requerida]